# Robert Enke
Robert Enke (Jéna, 1977. augusztus 24. – Neustadt am Rübenberge, 2009. november 10.) német válogatott labdarúgókapus. Karrierje alatt játszott a Barcelonában, a Benficában, a Fenerbahçében-ben és a Hannover 96-ban. 2007-től a német labdarúgó-válogatott tagja, ahol 8 alkalommal szerepelt a 2009-ben bekövetkezett haláláig.

## Pályafutása
Robert Enke a Carl Zeiss Jena csapatában kezdte karrierjét, de már nagyon fiatalon, 19 évesen Borussia Mönchengladbach együttesében játszott. Itt hihetetlenül sikeres volt, olyannyira, hogy a Benfica akkori edzője Jupp Heynckes  hamar leigazolta a tehetséges kapust. 2002-ben élvonalban lévő csapatok egész sora jelentkezett érte, mint például az Arsenal, de ő végül a Barcelona csapatát választotta. Visszatekintve azokra az időkre, mondhatjuk, hogy rosszul döntött, hisz Spanyolországban nagyon kevés szerepet kapott. Egy egész évig várt türelmesen, majd a spanyol csapat kölcsönadta 2003-ban a Fenerbahçe, 2004-ben a Tenerife csapatának. Végül 2004-ben a Hannover csapatában kötött ki, ahol első számú kapus lett. Csapatának kapuját olyan nagy sikerrel védte, hogy bekerült a válogatottba, a Nationalelf elsőszámú kapusává lépett elő.

## Halála
Amikor elkövetkezett Oliver Kahn és Jens Lehmann válogatottbeli visszavonulása, Enke pályafutása igencsak felfelé ívelt. De nem sokkal később hatalmas tragédia történt életében. 2006-ban egy veleszületett szívelégtelenség következtében meghalt kétéves kislánya, Lara. Enke ezt a veszteséget soha sem tudta feldolgozni. 2009-ben feleségével örökbe fogadtak egy kislányt, akit Leilának neveztek el. Enke, bár jelét nem mutatta, szenvedett és nagyon félt, hogy elveszítheti Leilát, ha kiderül a nyilvánosság előtt milyen súlyos lelki problémák gyötrik. A folyamatos szorongás miatt gyomorbántalmak jelentkeztek nála. Egy-két mérkőzést ki kellett hagynia, ám válogatottbeli helye sosem forgott veszélyben. 2009. november 10-én este öngyilkosságot követett el, vonat elé vetette magát.
2009. november 15-én tartották Robert Enke búcsúztatását. A Hannover 96 arénája teljesen megtelt, 45 ezer ember a stadionban és még 50 ezer óriáskivetítő előtt vett búcsút a játékostól. A környéket mindenhol gyertyák, a kapus fotói és virágok lepték el. Enke felravatalozott koporsóját a pálya közepén helyezték el. A szertartáson a német politikai és sportélet legnagyobb alakjai jelentek meg. A játékost legszűkebb családi körben temették el az empedei temetőben kétévesen elhunyt kislánya, Lara mellé.

## Sikerei, díjai
- Labdarúgó-Európa-bajnokság 2008: ezüstérmes Németországgal
- Legjobb Bundesliga kapus: 2008–09